# 八尾市立桂中学校
八尾市立桂中学校（やおしりつ かつら ちゅうがっこう）は、大阪府八尾市桂町四丁目にある公立中学校。
従来の八尾市立八尾中学校の校区を分離し、1971年に開校した。なお地域にはかつて、八尾市立西郡中学校（西郡村立中学校）が設置されていたが、1953年に八尾中学校に合併する形で廃校となっている。2016年校舎が新設された。

## 沿革
- 1971年4月1日 - 八尾市立桂中学校として開校。当初は仮設校舎で授業を実施。
- 1972年
  - 2月21日 - 新校舎での授業を開始。
  - 6月1日 - 校舎竣工記念式典を実施。この日を創立記念日とする。
- 1985年4月1日 - 校区変更。従来の校区の一部を、八尾市立上之島中学校校区へ分離。
- 2003年 - 文部科学省・大阪府教育委員会より、「学力向上フロンティア事業」実施校に指定される（2004年度まで）。

## 通学区域
- 八尾市立桂小学校と八尾市立北山本小学校の通学区域。